# منتخب ناميبيا تحت 19 سنة للكريكت
منتخب ناميبيا تحت 19 سنة للكريكت هو ممثل ناميبيا الرسمي في المنافسات الدولية في الكريكت
.